# Fab Filippo
Fabrizio « Fab » Filippo est un acteur canadien né le 30 novembre 1973 à Toronto.

## Biographie
Fab Filippo est enfant unique issu d'une famille d'immigrants italiens. Il fréquenta brièvement l'université York en 1993 en adhérant au programme film/vidéo. En 2006, il se marie avec Robin Payne, une éditrice de magazines.
Il joue le rôle d'Ethan Gold dans Queer as Folk, petit ami de Justin Taylor de la fin de la saison 2 au début de la saison 3.
Il obtient aussi un petit rôle dans la série Buffy contre les vampires où il joue Scott Hope, petit ami de Buffy dans le début de la saison 3.